# شو يونلونغ
كسو ينلونغ (بالصينية: 徐云龙)، من مواليد 17 فبراير 1979 في بكين في الصين، وهو لاعب كرة قدم صيني، ويلعب مع نادي بكين غوان، وقد شارك مع منتخب الصين لكرة القدم في كأس العالم لكرة القدم 2002.

## كأس آسيا 2004
و قد سجل هدف في مرمى منتخب قطر لكرة القدم.

## روابط خارجية
- شو يونلونغ على موقع قاعدة بيانات كرة القدم.إي يو (الإنجليزية)
- شو يونلونغ على موقع ناشيونال فوتبول تيمز (الإنجليزية)
- شو يونلونغ على موقع Soccerway.com (الإنجليزية)
- شو يونلونغ على موقع كووورة